# Giuseppe Momo
Giuseppe Momo (Vercelli, 7 dicembre 1875 – Torino, 9 maggio 1940) è stato un ingegnere e architetto italiano.

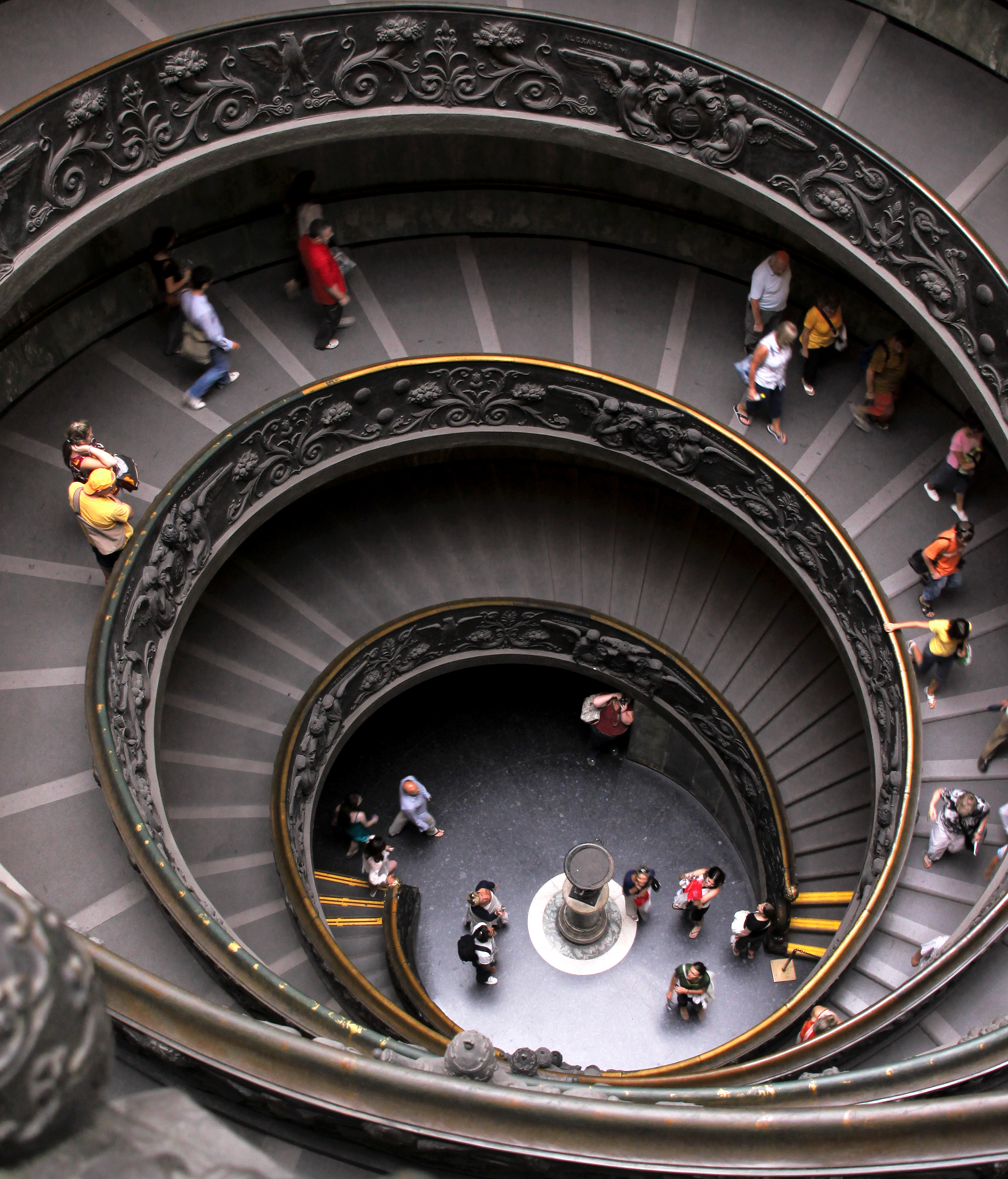
La monumentale scala a doppia spirale elicoidale ideata da Giuseppe Momo per i Musei Vaticani e inaugurata il 7 dicembre 1932

Attivo nei primi quarant'anni del Novecento, realizzò numerosissime opere a Torino e in Piemonte, ma soprattutto a Roma dove, su committenza di papa Pio XI, contribuì alla trasformazione architettonica della Città del Vaticano all'indomani dei Patti Lateranensi.

## Biografia
Laureatosi alla facoltà di architettura del Politecnico di Torino nel 1901, Giuseppe Momo lavorò, in circa quarant'anni di attività professionale, a quasi 200 progetti fra case, ville, palazzi per uffici, impianti industriali, scuole, chiese, strutture culturali e religiose, distribuiti perlopiù fra Torino e Città del Vaticano. Visse la breve stagione dello Stile Liberty partecipando al concorso per l'Esposizione internazionale d'arte decorativa moderna (Torino, 1902) e lavorando per studi professionali torinesi già affermati prima di potersi "mettere in proprio".
Direttore dal 1907 al 1909 della rivista L'architettura pratica, fondata da Daniele Donghi nel 1890, i suoi principali interventi "torinesi" furono di tipo residenziale (casa Aimini 1908, casa Sigismondi 1912-1913, villa Belmondo 1914) e industriale, come il Lanificio Colongo, i vari edifici, anche civili, per il lanificio "V. E. Fratelli Bona" di Carignano (1920-26), le sedi della Piaggio a Finale Ligure, Sestri Ponente e Marina di Massa (1918-1937), seguiti dal convalescenziario Regina Margherita (1925), dal "tecnologico" palazzo per uffici Saet (1928-1931), da casa Sinopoli (1929), dal Regio Educatorio della Divina Provvidenza (1929-1931), dall'isolato San Damiano (1931-1933), da casa Cappio (1934), dall'isolato Santa Maria Maddalena, dalla ristrutturazione di fiancate e absidi delle chiese gemelle di San Carlo e Santa Cristina nel nuovo disegno di via Roma (1935-1937, con Marcello Piacentini), per chiudere con la Casa Littoria di Aosta (1939).

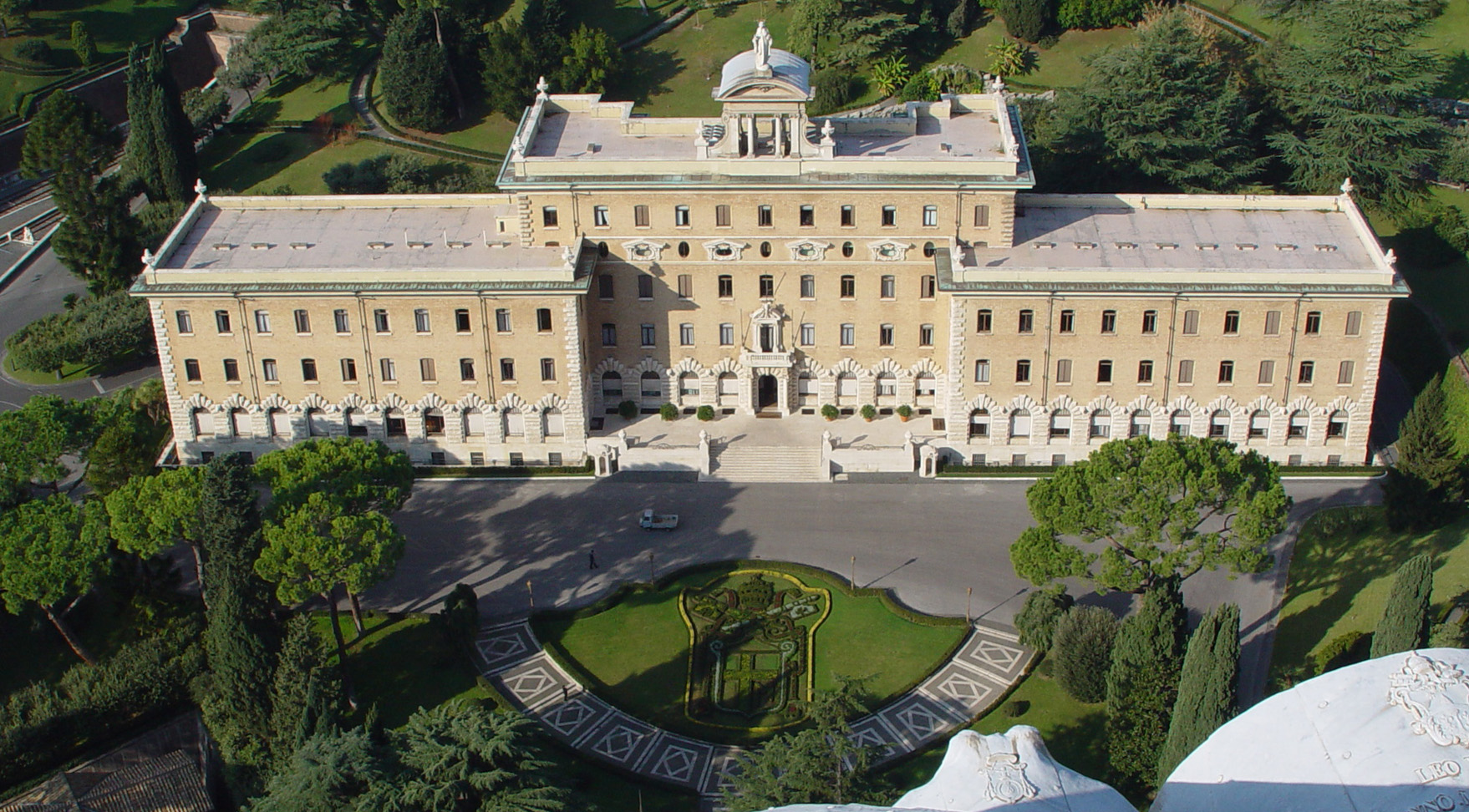
I tre massicci corpi di fabbrica del Palazzo del Governatorato in Vaticano, realizzato da Giuseppe Momo tra il 1927 e il 1931

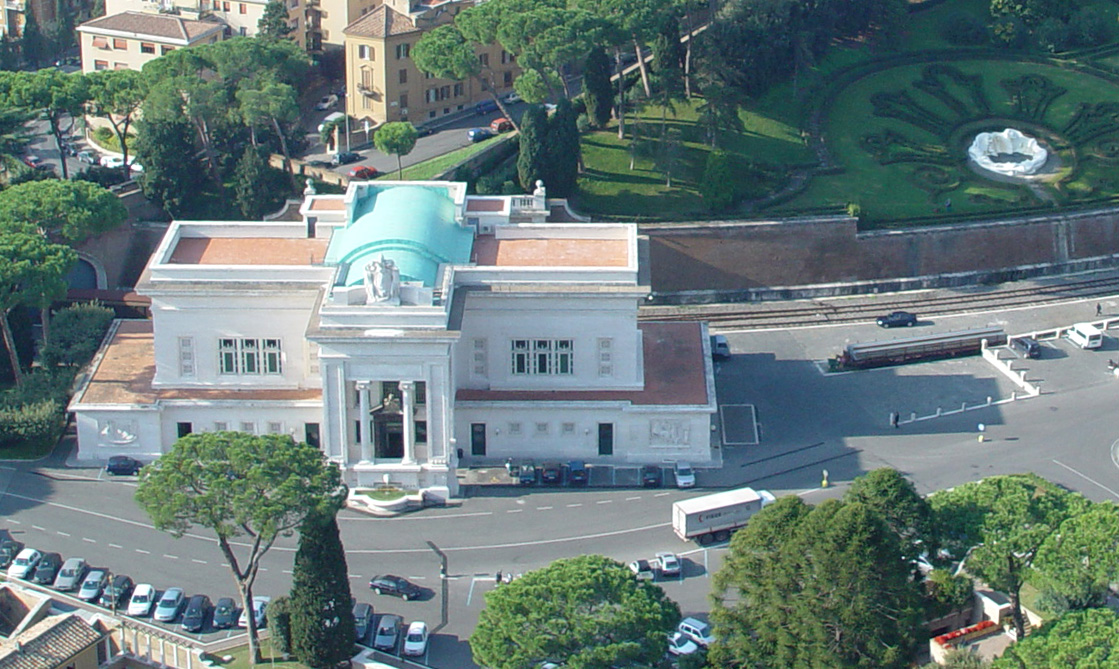
La palazzina della Stazione di Città del Vaticano, costruita da Giuseppe Momo tra il 1929 e il 1933

Nel frattempo Momo, divenuto ormai ben noto e apprezzato, aveva realizzato anche numerosi edifici religiosi un po' in tutta Italia: dal mausoleo per don Michele Rua a Torino (1910) ai pontifici collegi irlandese (1922-1926), etiope (1928-1930) e ucraino di San Giosafat (1929-1932) in Vaticano, quelli lombardo (1928), boemo (1929) e brasiliano (1934) in Roma, nonché la serie di seminari regionali a Fano (1924), Molfetta (1925-1926), Cuglieri (1925-1927), Potenza (1925-1927), Assisi (1930), Salerno (1932) e Reggio Calabria (1933). Fu in particolare con il Palazzo del Governatorato in Vaticano (1927-1931) che il progettista vercellese assunse il ruolo di interprete tecnico della volontà di Pio XI (il papa "costruttore") nell'edificazione della nuova "città nella città", definita dai Patti Lateranensi. In pratica, «la Città del Vaticano venne costruita dalla volontà di papa Pio XI, dai progetti architettonici dell'architetto piemontese Giuseppe Momo e dall'impresa di costruzione dell'ingegnere romano Leone Castelli».
Nominato infatti "architetto della reverenda fabbrica di San Pietro", fra le numerose strutture vaticane (comprese quelle di Palazzo Pontificio) progettò anche, in quel suo tipico stile che riusciva a temperare il senso di massiccia e solenne imponenza con elementi di classica e più leggera eleganza, il fabbricato in marmo e travertino della Stazione ferroviaria (1929-1933), il Cancello di Sant'Anna (1931), il Palazzo del Tribunale, il Palazzo San Carlo e l'Ufficio postale (1932), il Palazzo delle Congregazioni (1932-1936), la sede della Pontificia Università Lateranense (1932-1937) e soprattutto il nuovo ingresso ai Musei Vaticani (1929-1932), dove adottò alcune soluzioni funzionali (come la doppia rampa elicoidale e la copertura in vetro) cui successivamente si ispirò Frank Lloyd Wright per il suo celebrato Museo Guggenheim a New York. La rampa venne rivestita da pannelli bronzei in bassorilievo eseguiti da Antonio Maraini e fusi a Firenze dalla Fonderia Artistica Ferdinando Marinelli. A Roma ebbe modo di collaborare ancora con Marcello Piacentini per il restauro e la ricostruzione dei palazzi lungo la nuova via della Conciliazione.
Insignito delle onorificenze pontificie di commendatore dell'Ordine di San Gregorio Magno (1º dicembre 1932) e della Gran croce dell'Ordine di San Silvestro Papa (23 maggio 1936), grand'ufficiale e senatore del Regno d'Italia, si spense nel 1940 dopo aver completato il restauro della chiesa di San Callisto e mentre stava lavorando alla costruzione della cappella di Santa Monica (Roma). Lasciò un'ampia documentazione di progetti e disegni, oggi conservata nel Fondo Giuseppe Momo dell'Archivio di Stato di Torino insieme ai fascicoli dei figli Augusto (ingegnere) e Giulio (architetto), che ne hanno proseguito l'attività.

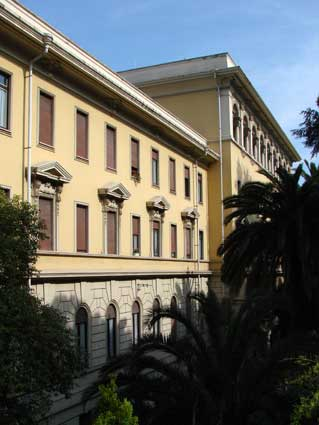
Scorcio del Collegio Boemo (oggi Pontificio Collegio Nepomuceno), eretto da Giuseppe Momo nel 1929

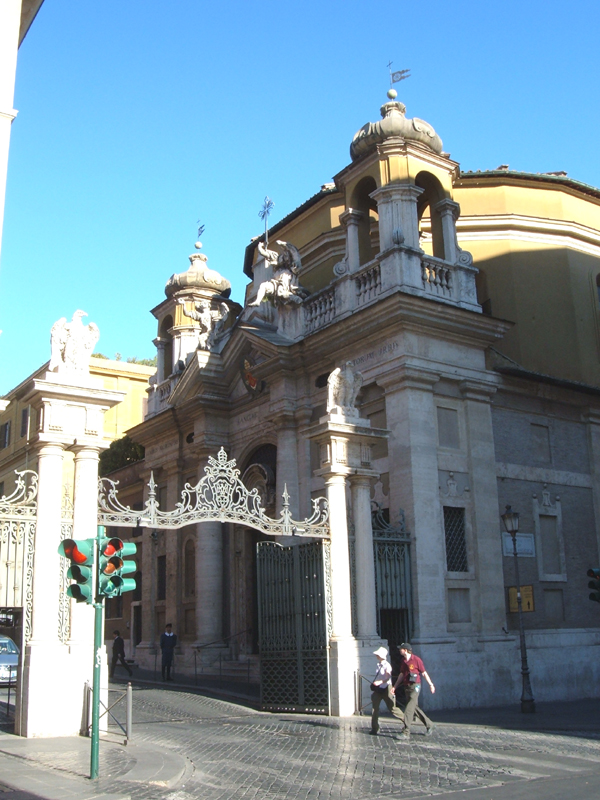
Il Cancello di Sant'Anna, solenne ingresso alla Città del Vaticano creato da Giuseppe Momo nel 1931 e che prende nome dall'adiacente chiesa di Sant'Anna dei Palafrenieri

## Giudizio critico
All'epoca, l'opera di Momo fu alternativamente inquadrata negli stereotipi della "modernità" e del "passatismo" nel vieto dibattito che contrapponeva innovatori da un lato e tradizionalisti dall'altro. In realtà i suoi lavori, riferibili per certi aspetti a un eclettismo rivisitato, tendono sia a staccarsi dagli schemi della cosiddetta prima avanguardia internazionale sia ad evitare la retorica dello stile "di regime", quell'architettura razionale allora tanto di moda nella costruzione dei palazzi italiani (e romani in particolare) del potere.
La sua solida formazione tecnica (il "sapere" della Scuola politecnica unito alla "tradizione" dell'Accademia di Belle Arti) e l'alto grado di professionalità (raggiunto grazie al continuo aggiornamento tecnologico legato alla sua intensa attività) lo tennero lontano dalle dispute teoriche in cui si esercitavano i grandi "maestri", senza per questo disdegnare di impiegare talora con schietto pragmatismo e rispetto dell'esistente le loro intuizioni estetiche. Nella sua veste professionale di progettista "serio" (il "fare" innanzi tutto e il lavoro eseguito a "regola d'arte"), colto e stimato, Momo fu un protagonista dell'architettura del suo tempo sintetizzandone tensioni e contraddizioni nel proprio "mestiere di qualità".